# Walter Claus-Oehler
Walter Claus-Oehler (* 7. Mai 1897 in Gera; † 14. Dezember 1941 in Rennes, Frankreich) war ein deutscher Fußballspieler. Für die deutsche Fußballnationalmannschaft bestritt er 1923 zwei Länderspiele. Sein Debüt gab er am 10. Mai 1923 in der Partie gegen die Niederlande in Hamburg. Bei seinem zweiten und letzten Einsatz am 12. August 1923 gegen Finnland in Dresden gelang ihm ein Tor.

## Laufbahn
Claus-Oehler spielte von Juli 1918 bis Juni 1935 für Arminia Bielefeld. Er war Arminia Bielefelds und Westfalens erster Nationalspieler. Er war Spielgestalter sowie torgefährlicher linker Halbstürmer in einer Person. Mit den Blau-Schwarz-Weißen vom Stadion Alm gewann er in Serie von 1921 bis 1927 die Westfalenmeisterschaft und als Höhepunkt 1922 und 1923 die westdeutsche Meisterschaft. Mit Arminia nahm er 1922 und 1923 an den Endrundenspielen um die deutsche Fußballmeisterschaft teil. Am 21. Mai 1922 verlor der Westdeutsche Meister in Karlsruhe auf dem Platz des Karlsruher FV das Spiel gegen den Süddeutschen Meister FC Wacker München mit 0:5 Toren. Star der Wacker-Elf war der ungarische Ex-Nationalspieler Alfréd Schaffer. Im Mai 1923 kam es zu zwei Begegnungen gegen den Meister von Brandenburg, gegen Union Oberschöneweide. Das erste Spiel endete am 6. Mai in Bochum vor 30.000 Zuschauern 0:0 nach Verlängerung. Dabei hatte die Leistung von Claus-Oehler die verantwortlichen Herren des DFB-Spielausschusses aber so überzeugt, dass er bereits am 10. Mai in Hamburg beim Länderspiel gegen die Niederlande im Dress der deutschen Fußballnationalmannschaft debütierte. Das Wiederholungsspiel in Berlin endete am 20. Mai mit einer 1:2-Niederlage, wiederum in der Verlängerung. In der 80. Minute hatte Arminia-Mittelstürmer Willi Pohl die Mannschaft des neuen Nationalspielers mit 1:0 in Führung gebracht, in der 90. Minute erzielten die Brandenburger aber den Ausgleich und entschieden in der 125. Spielminute das Spiel mit dem 2:1-Siegtreffer. Claus-Oehler bildete über Jahre mit Linksaußen Walter Röhe einen gefürchteten linken Flügel und der Ex-Karlsruher Wilhelm Noë dirigierte die Arminen-Abwehr.
In seinem zweiten Länderspieleinsatz am 12. August 1923, in der Dresdner Illgen-Kampfbahn, stürmte an seiner Seite der Linksaußen vom 1. FC Nürnberg, Hans Sutor. Im Bundespokal kam er für Westdeutschland von 1920 bis 1925 zu mehreren Einsätzen. Am 25. Februar 1923 stand er mit Westdeutschland in Frankfurt gegen Süddeutschland im Finale. Der Süden – vor „Club“-Torhüter Heinrich Stuhlfauth dominierten die Spieler der SpVgg Fürth mit Hans Hagen, Hans Lang, Josef Müller, Andreas Franz, Leonhard Seiderer, Willi Ascherl und Karl Auer – setzte sich nach Toren von Franz und Ascherl mit 2:1 Toren durch. Claus-Oehler gelang in der 51. Minute der Anschlusstreffer. Aber mit seinen Mannschaftskameraden Karl Zörner, Walter Risse und Erich Pohl gelang dem Bielefelder Spielmacher nicht mehr der Ausgleich.
Walter Claus-Oehler kam während des Zweiten Weltkrieges als Offizier der Wehrmacht in Paris ums Leben. Im Jahre 2005 wurde er durch eine Internetabstimmung in die Jahrhundertelf von Arminia Bielefeld gewählt.